# Łukawica (powiat lubaczowski)
Łukawica – wieś w Polsce położona w województwie podkarpackim, w powiecie lubaczowskim, w gminie Narol.
W II Rzeczypospolitej wieś w powiecie lubaczowskim województwa lwowskiego. W latach 1942–1946 nacjonaliści ukraińscy z OUN-UPA zamordowali tutaj 9 Polaków.
W latach 1954–1972 wieś należała i była siedzibą władz gromady Łukawica. W latach 1975–1998 miejscowość należała administracyjnie do województwa przemyskiego.
Wieś jest siedzibą rzymskokatolickiej parafii Matki Bożej Śnieżnej w Łukawicy.

## Części wsi
| SIMC    | Nazwa       | Rodzaj     |
| ------- | ----------- | ---------- |
| 0606955 | Bienaszówka | przysiółek |
| 0606961 | Kijasówka   | przysiółek |
| 0606978 | Pizuny      | przysiółek |

Częściami Łukawicy są Bienaszówkę i Pizuny, położone jest w Południoworoztoczańskim Parku Krajobrazowym. Przysiółek Pizuny jest znany jako miejsce urodzenia Błogosławionej Siostry Bernardyny Marii Jabłońskiej, współpracownicy św. Brata Alberta Chmielowskiego. W miejscu jej urodzenia powstał Dom Zakonny Sióstr Albertynek. Znajdują się tam relikwie św. Brata Alberta Chmielowskiego i bł. Bernardyny.
W Łukawicy znajduje się szkoła podstawowa i gimnazjum (nowy budynek oddano do użytku w 2007 r.) oraz jednostka Ochotniczej Straży Pożarnej.
W Łukawicy znajduje się jedno ze źródeł rzeki Tanew.
Miejscowość jest cennym stanowiskiem archeologicznym.